# Nhơn Mỹ, An Giang
Nhơn Mỹ là một xã thuộc tỉnh An Giang, Việt Nam.

## Lịch sử
Xã Long Giang được thành lập ngày 12 tháng 1 năm 1984, từ phần đất bờ phía tây rạch Ông Chưởng của xã Long Kiến, đó là gồm các ấpː Long Thuận, Long Mỹ 1, Long Mỹ 2, Long Phú, Long Thạnh 1, Long Thạnh 2 (trước đó thuộc xã Long Kiến).
Ngày 12 tháng 6 năm 2025, Ủy ban Thường vụ Quốc hội ban hành Nghị quyết số 1654/NQ-UBTVQH15 về việc sắp xếp các đơn vị hành chính cấp xã của tỉnh An Giang. Theo đó, toàn bộ diện tích tự nhiên, quy mô dân số của các xã Mỹ Hội Đông, Long Giang và Nhơn Mỹ thành xã mới có tên gọi là xã Nhơn Mỹ.